# سفارة الأرجنتين في الصين
سفارة الأرجنتين في الصين هي أرفع تمثيل دبلوماسي لدولة الأرجنتين لدى الصين. تقع السفارة في بكين وهي تهدف لتعزيز المصالح الأرجنتينية في الصين.

## وصلات خارجية
- قائمة سفارات الأرجنتين
- قائمة السفارات في الصين